# Yves Allegro
Yves Allegro (Grone, 28 augustus 1978) is een voormalig proftennisser uit Zwitserland. Allegro is een vriend van Roger Federer. Hij speelde vaak samen met hem in het dubbelspel.

## Dubbeltitels (3)
| Nr.                           | Datum           | Toernooi                    | Ondergrond | Partner          | Tegenstanders in finale       | Score            |         |
| ----------------------------- | --------------- | --------------------------- | ---------- | ---------------- | ----------------------------- | ---------------- | ------- |
| gewonnen finales heren dubbel |                 |                             |            |                  |                               |                  |         |
| 1.                            | 12 oktober 2003 | ATP Wenen                   | Hardcourt  | Roger Federer    | Mahesh Bhupathi Maks Mirni    | 7–6(7), 7–5      | details |
| 2.                            | 10 januari 2005 | ATP Auckland, Nieuw-Zeeland | Hardcourt  | Michael Kohlmann | Simon Aspelin Todd Perry      | 6–4, 7–6(4)      | details |
| 3.                            | 12 juni 2005    | ATP Halle                   | Gras       | Roger Federer    | Joachim Johansson Marat Safin | 7–5, 6–7(6), 6–3 | details |